# Елайз Рей
Елайз Рей  (англ. Elise Ray, 6 лютого 1982) — американська гімнастка, олімпійська медалістка.

## Виступи на Олімпіадах
| Олімпіада   | Дисципліна         | Місце              |
| ----------- | ------------------ | ------------------ |
| Сідней 2000 | Абсолютна першість | 13                 |
| Сідней 2000 | Командна першість  | 3                  |
| Сідней 2000 | Вільні вправи      | 45T (кваліфікація) |
| Сідней 2000 | Опорний стрибок    | 15T (кваліфікація) |
| Сідней 2000 | Різновисокі бруси  | 11T (кваліфікація) |
| Сідней 2000 | Колода             | 8                  |